# 東姬路站
東姬路站（日语：／ Higashi-Himeji eki */?）是位於兵庫縣姬路市市之鄉字高田，西日本旅客鐵道（JR西日本）山陽本線（JR神戶線）的車站。車站編號為JR-A84。

## 歷史
由於JR山陽本線、播但線、姬新線（姬路站附近）進行連續高架化工程，使姬路站周邊再開發與土地調整。為了促進周邊地區的土地使用，並改善當地居民的便利性和周邊公共設施的可及性而加設此站。車站建設費為29億日圓，當中車站設施為27億日圓，站前廣場為2億日圓。車站設施費用中，2/3由國家補貼給姬路市，站前廣場費用全數由姬路市承擔。
關於車站名稱的由來，由全國知名度高的「姬路站」加入位置（東邊）識別而成。

### 年表
- 1992年（平成4年）4月13日 - JR西日本開始正式研究新車站位置。
- 1997年（平成9年）2月16日 - 姬路站東邊近此站位置開始高架化。
- 2010年（平成22年）7月4日 - JR西日本建議於姬路市設置新車站[6]。
- 2013年（平成25年）
  - 3月13日 - 姬路市與JR西日本簽署的諒解備忘錄[5]。
  - 4月24日 - 姬路市與JR西日本達成施工協議[5]。
  - 5月2日 - 開始建設東姬路站（暫名）。
- 2015年（平成27年）10月2日 - JR西日本決定正式車站為東姬路站[1]。
- 2016年（平成28年）3月26日 - 山陽本線（JR神戶線）姬路站至御着站之間新設此站，[7]。
- 2018年（平成30年）3月17日 - 引入車站編號並開始使用[8]。

## 車站構造

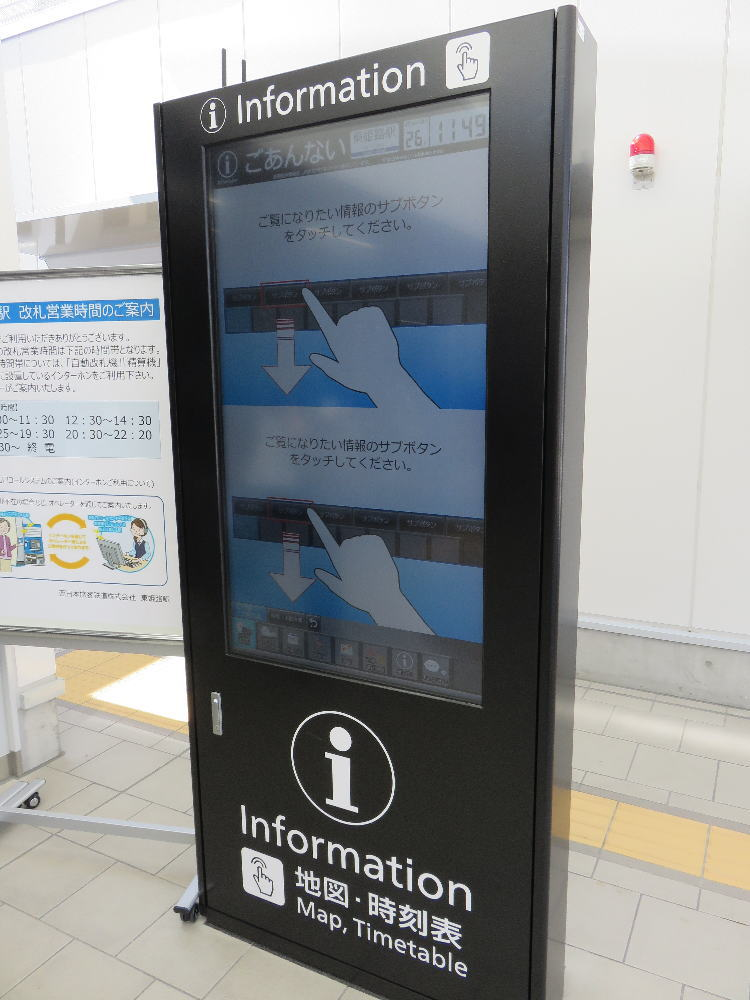
東姬路站的輕觸式資訊顯示屏。

車站是一座地面車站，設有2面2線的相對式月台，月台可容納12卡車廂（總長245米，寬3-4米），月台西邊設有上蓋（約6卡車廂長度，123米）。地面車站大樓設有3台自動閘機和3台自動售票機。上下行月台各設有1台升降機。在車站出入口設有輕觸式資訊顯示屏，可查詢車站周邊地圖與時間表。閘口外設有廁所，在閘口內設有車站紀念章。
此站位於都市網絡範圍內。此站可使用ICOCA與互相使用的IC卡。此站為業務委託車站（部分時段沒有車站職員當值，設有對講機），委託JR西日本交通服務負責車站業務，由姬路站管理。此站啟用當初沒有綠色窗口，只有綠色售票機。

### 進站音樂
此站是在2007年（平成19年）3月18日以後開設JR京都線、JR神戶線新站，因此此站設有獨自引入的進站音樂，此站的進站音樂是使用JR神戶線標準進站音樂「細波」的音質版。

### 月台
| 月台 | 路線     | 方向 | 目的地                     |
| ---- | -------- | ---- | -------------------------- |
| 1    | JR神戶線 | 上行 | 三之宮、大阪、京都方向     |
| 2    | JR神戶線 | 下行 | 姬路、相生、上郡、岡山方向 |

- 以上的路線名是使用旅客資訊上的名稱（別名、愛稱）。

### 時間表
在日間時段（早上11至下午3時時段）中，每小時會有2班（約30分一班）列車。在早晚時段會設有每小時4班（每15分一班）。
在三之宮、大阪方向的上行班次中，除了部分班次外，均可於加古川站轉乘新快速。而這些班次會在西明石站轉變列車類別為快速。在晚上10至11時段只有前往西明石的普通列車。在姬路方向的下行班次中，大部分前往姬路或網干，在早上和晚上有少許班次前往上郡或直通至赤穗線的播州赤穗。

## 使用狀況
根據《兵庫縣統計書》，在2018年（平成30年）度1日平均乘車人次為1,256人。
以下為車站啟用後1日平均上車人次：
| 年度   | 1日平均 上車人次 | 參考資料 |
| ------ | ---------------- | -------- |
| 2016年 | 809              | [ 11 ]   |
| 2017年 | 1,084            | [ 12 ]   |
| 2018年 | 1,256            | [ 13 ]   |

## 車站周邊
此站位於市川西岸位置。
- 兵庫縣立製造大學
- 姫路市立健康中心
- 姬路警署（日语：姫路警察署）
- 姬路市立東小學（日语：姫路市立東小学校）
- The・Royal Classic姬路（婚禮大廳）
- 神姬巴士（日语：神姫バス）日出車廠
- NAFCO（日语：ナフコ (ホームセンター)）姬路店
- 播磨屋本店（日语：播磨屋本店）姬路店
- Rios（購物中心）
- 體育俱樂部復興姬路
- K's電機（日语：ケーズデンキ）姬路東店
- 日之出綠地
- 阿保綠地

## 相鄰車站
西日本旅客鐵道
 JR神戶線（山陽本線）
■新快速
通過
■普通（西明石站以東為快速列車班次）
御着（JR-A83）－東姬路（JR-A84）－姬路（JR-A85）

## 外部連結
- 東姬路｜車站資訊：JR出門網 - 西日本旅客鐵道
- 關於設置東姬路站（御着、姬路之間新站） - 姬路市